# 2013 na música
Esta é uma relação de eventos notórios que decorreram no ano de 2013 na música.

## Eventos

### Janeiro
- 8 de janeiro - O duo norte-americano Twenty One Pilots lança seu terceiro álbum, Vessel.[1]
- 13 de janeiro - O grupo Zumbi do Mato se separa após 24 anos.
- 29 de janeiro - Will.i.am lança o remix de Scream & Shout, com a participação de Britney Spears, Hit Boy, Waka Flocka Flame, Lil Wayne & Diddy[2]

### Fevereiro
- 3 de fevereiro - A cantora Beyoncé faz sua performance no Super Bowl e atinge uma grande marca de espectadores cantando hits com suas parceiras de grupo, Destiny's Child.
- 4 de fevereiro - Fall Out Boy anuncia seu retorno com um novo álbum "Save Rock and Roll", bem como uma turnê e um novo single.
- 8 de Fevereiro - Barry Gibb, ex-Bee Gees começa a sua primeira turnê solo desde a morte de seus irmãos e tambem membros dos Bee Gees Maurice Gibb que faleceu em janeiro de 2003 e Robin Gibb que faleceu em maio de 2012.

### Março
- 6 de março - Morre Alexandre Magno Abrão (Chorão) vocalista, principal letrista e cofundador da banda Charlie Brown Jr.. Morreu em função de uma overdose de cocaína aos 42 anos.
- 8 de março - David Bowie retorna a musica depois de 10 anos com o álbum The Next Day
- 13 de Março - A cantora sueca Agnetha Fältskog regressa com um novo single "When You Really Loved Someone".
- 19 de Março - O cantor Justin Timberlake anuncia seu terceiro álbum de estúdio, intitulado "The 20/20 Experience". O albúm é o retorno de Timberlake à música após 7 anos.
- 20 de Março - O grupo Girls Aloud se separa após onze anos.
- 22 de Março - O grupo My Chemical Romance se separa após doze anos.
- 26 de Março - Robin Thicke lança o que se tornaria um dos maiores sucessos do ano, a música Blurred Lines, com participação de T.I. e Pharrell Williams.
- 26 de Março - a cantora Patricia Marx lança uma coletânea intitulada Trinta, em comemoração aos seus trinta anos de carreira, o álbum também ganhou uma versão em DVD, além de duas canções inéditas "Cedo ou Tarde" com Filiph Neo, e "Tudo o Que Eu Quero" com participação de Ed Motta, além da regravação de "Quando Chove", de 1994, e "Espelhos D'água", de 1995, que ganha uma nova roupagem com participação de Seu Jorge.
- 29 de Março - Acontece em São Paulo o festival Lollapalooza um dos mais importantes no mundo da música.
- 29 de Março - Gravação ao vivo do álbum Renovo, comemorativo dos 15 anos da banda Diante do Trono contando com a presença de 12 mil pessoas.[3]
- 31 de Março - as bandas Vivendo do Ócio, Vanguart, Planet Hemp e Pearl Jam se apresentaram no festival Lollapalooza.

### Abril
- 9 de Abril - A banda Vespas Mandarinas lança seu álbum de estréia "Animal Nacional", que foi indicado ao Grammy Latino.
- 9 de Abril - A banda Paramore volta com seu novo álbum de mesmo nome, ficando em 1º lugar na Billboard Hot 200 após o sucesso das músicas "Now" e "Still Into You"
- 9 de Abril - A cantora Selena Gomez lança o primeiro single do seu primeiro álbum solo, "Come & Get It"[4]
- 16 de Abril - A banda Ghost lança o álbum "Infestissumam".

### Maio
- 4 de Maio - Começa, em Malmö, Suécia, o Festival Eurovisão da Canção 2013.
- 14 de Maio, a cantora Demi Lovato lança seu quarto álbum de estúdio, intitulado apenas por "DEMI"[5]
- 18 de Maio - Termina o Festival Eurovisão da Canção 2013, realizado na Suécia.
- 21 de Maio - 30 Seconds To Mars lança o seu quarto álbum, intitulado "Love Lust Faith Dreams"
- 21 de Maio - Daft Punk lança o seu quarto álbum : Random Access Memories
- 21 de Maio - Apanhador Só lança seu segundo álbum de estúdio "Antes que Tu Conte Outra".
- 22 de Maio - O 31º single do popular grupo AKB48 "Sayonara Crawl", quebrou o recorde da Oricon de maior número de vendas na primeira semana, com 1.763 milhões de cópias vendidas e ficou em 1º lugar no ranking semanal.
- 23 de Maio - Maglore lança o seu segundo álbum de estúdio, denomidado "Vamos Pra Rua", que contou com a participação de Carlinhos Brown e Wado.

### Junho
- 4 de Junho - Miley Cyrus faz seu esperado retorno ao mundo da música após 3 anos, com o polêmico single We Can't Stop.
- 4 de Junho - Selvagens à Procura de Lei lança seu segundo álbum de estúdio autointitulado "Selvagens à Procura de Lei"
- 11 de Junho - Sandy lança seu segundo álbum de estúdio de sua carreira solo, Sim.
- 13 de junho - O grupo de k-pop BTS debuta com seu álbum entitulado ''2 Cool 4 Skool''.
- 14 de junho - Abílio Farias morre em Manaus, aos 66 anos, vítima de problemas cardíacos.

### Julho
- 6 de Julho - Gravação ao vivo do álbum Tu Reinas, da banda Diante do Trono contando com a presença de 50 mil pessoas.[6][7][8]
- 7 de julho - O cantor brasileiro de funk ostentação, MC Daleste é assassinado em pleno palco durante uma apresentação em Campinas aos 20 anos de idade.
- 8 de Julho - Jay-z lança o álbum Magna Carta... Holy Grail.
- 13 de Julho - A cantora gospel Michely Manuely lança seu segundo Álbum "Aleluia Hallelujah" independentemente
- 23 de julho - Morre o sanfoneiro, cantor e compositor de baião, Dominguinhos aos 72 anos, em função de complicações de um câncer de pulmão
- 30 de Julho - A banda Emblem3, ex-participantes do The X Factor USA, lança seu primeiro álbum, "Nothing To Lose" [9]

### Agosto
- 08 de Agosto -  A Banda Calypso grava seu 7º Dvd em Ceilêndia-DF
- 10 de Agosto - Katy Perry lança o primeiro single de seu terceiro álbum, Roar, um dos maiores sucessos do ano.[10]
- 12 de Agosto - Lady Gaga lança seu single de retorno, Applause.
- 25 de Agosto - Acontece o MTV Video Music Awards de 2013 com destaque para a polêmica performance de Miley Cyrus.
- 26 de Agosto - O rapper Eminem faz seu aguardado retorno ao cenário musical com o single Berzerk.
- 31 de Agosto - O cantor Cícero lança o seu segundo álbum de estúdio "Sábado".

### Setembro
- 3 de Setembro - O grupo feminino brasileiro Girls lançam seu primeiro álbum de estúdio, Girls.
- 4 de Setembro - O grupo japonês Girl Next Door se separa após cinco anos[11]
- 6 de Setembro - A banda Coldplay lança seu primeiro single para uma trilha sonora, a canção Atlas, do filme Jogos Vorazes: Em Chamas.
- 9 de setembro - A banda Arctic Monkeys lança seu quinto álbum de estúdio, AM.
- Champignon, então vocalista e baixista da recém-fundada A Banca (antigo CBJR) suicida-se em casa aos 35 anos, após três meses da morte de Chorão.
- Miley Cyrus lança o segundo single do álbum Bangerz, Wrecking Ball. A canção atingiu #1 na Billboard Hot 100. O clipe musical atingiu a marca de 19,3 milhões de visualizações em apenas 24 horas, também converteu-se a ser o primeiro clipe a ganhar um "Vevo Certified" (100 milhões de visualizações) em menos de 1 semana.
- 12 de Setembro - O grupo Pollo anuncia o fim do grupo por causa do desaparecimento do integrante Adriel. O último show acontece a 31 de Dezembro
- 13 de Setembro - Início do Rock in Rio 5, realizado no Rio de Janeiro, contando com atrações como Beyoncé, Muse, Justin Timberlake, Bon Jovi, Metallica, Bruce Springsteen, Iron Maiden, entre outras...
- 16 de Setembro - Britney Spears lança Work Bitch, seu single de retorno.
- 22 de Setembro - Fim do Rock in Rio 5.
- 24 de Setembro - Cher lança seu vigésimo sexto album de estúdio após Living Proof, com intervalo de 12 anos.

### Outubro
- 7 de Outubro - Justin Bieber lança Heartbreaker, single inédito.
- 8 de Outubro - Miley Cyrus lança seu quarto álbum solo Bangerz.
- 8 de Outubro - A banda americana de pop-punk Panic! at the Disco lança seu quarto álbum Too Weird To Live, Too Rare To Die![12]
- 17 de Outubro - Katy Perry lança o seu terceiro álbum, Prism, alcançando o primeiro lugar em mais de 70 países.[13]
- 19 de Outubro - Hardwell é eleito o melhor DJ do mundo pela revista especializada em música eletrônica DJ Magazine.[14][15]

### Novembro
- 2 de Novembro - Lil' Kim lança novo videoclipe para a faixa Looks Like Money.
- 5 de Novembro - Ocorre o Lançamento do álbum The Marshall Mathers LP 2, do rapper Eminem e o quinto álbum homônimo de Avril Lavigne (álbum).
- 11 de Novembro - Lady Gaga lança seu terceiro álbum de estúdio, ARTPOP, um dos mais aguardados do ano.
- 29 de Novembro - É lançado o oitavo álbum de estúdio de Britney Spears, Britney Jean.

### Dezembro
- 12 de Dezembro - Joey Jordison deixa Slipknot.
- 13 de Dezembro - Beyoncé lança seu quinto disco de estúdio e de mesmo nome, BEYONCÉ, que bate recordes no iTunes e chama atenção na mídia por seu lançamento surpresa inovador. O álbum também teve o maior semana de estréia mundial de um lançamento feminino do ano e consolidou ainda mais a cantora como um dos maiores nomes de sua geração.
- 20 de Dezembro - Morre o "Rei do Brega", Reginaldo Rossi aos 69 anos, vítima de um câncer de pulmão.
- 31 de Dezembro - Filipe Augusto deixa a Banda Oddie para se dedicar a carreira solo.

## Mortes

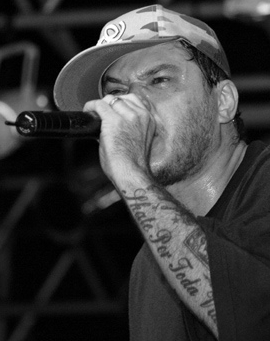
6 de Março - Chorão, cantor brasileiro (n. 1970).

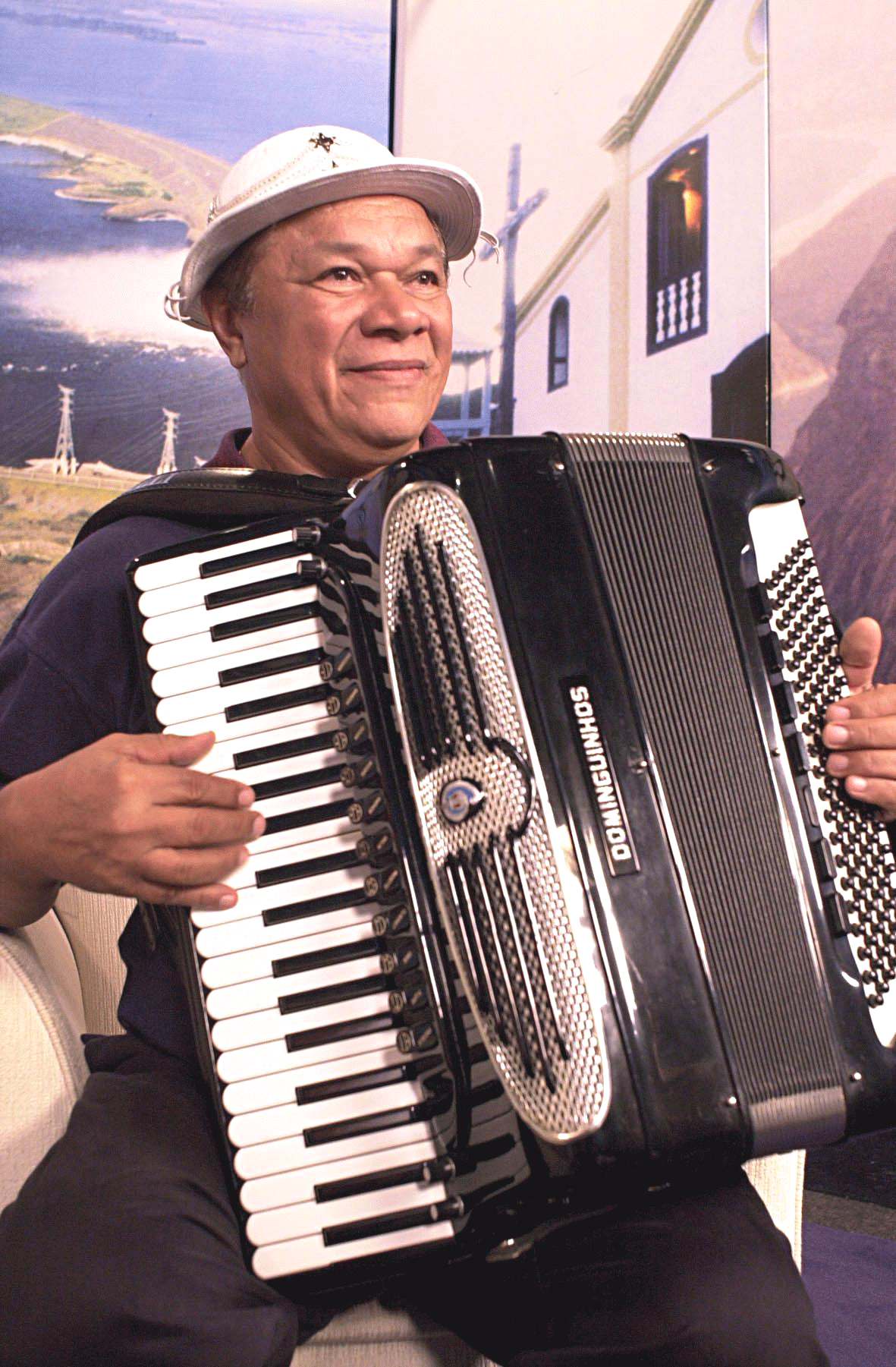
23 de Julho - Dominguinhos, músico brasileiro (n. 1941).

9 de setembro - Champignon, músico brasileiro (n. 1978).

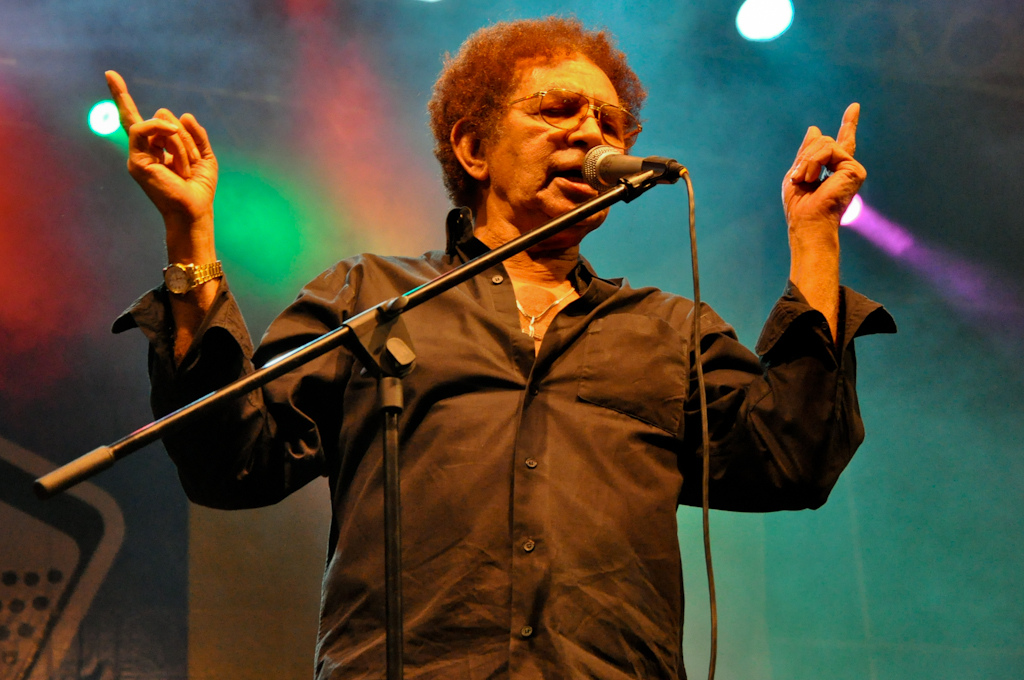
20 de Dezembro - Reginaldo Rossi, cantor brasileiro (n. 1944).

| Data            | Nome             | Profissão             | Nacionalidade        | Observações | Ref |
| --------------- | ---------------- | --------------------- | -------------------- | ----------- | --- |
| 1 de janeiro    | Patti Page       | cantora               | Estados Unidos       | n. 1927     |     |
| 27 de janeiro   | Leroy Bonner     | músico                | Estados Unidos       | n. 1943     |     |
| 30 de janeiro   | Patty Andrews    | cantora               | Estados Unidos       | n. 1918     |     |
| 1 de fevereiro  | Cecil Womack     | cantor                | Estados Unidos       | n. 1947     |     |
| 4 de fevereiro  | Reg Presley      | músico                | Reino Unido          | n. 1941     |     |
| 5 de fevereiro  | Paul Tanner      | músico                | Estados Unidos       | n. 1917     |     |
| 14 de fevereiro | Goldie Harvey    | cantora               | Nigéria              | n. 1983     |     |
| 14 de fevereiro | Tim Dog          | rapper                | Estados Unidos       | n. 1966     |     |
| 14 de fevereiro | Mark Kamins      | DJ e produtor musical | Estados Unidos       | n. 1955     |     |
| 16 de fevereiro | Lanier Greig     | músico                | Estados Unidos       | n. 1948     |     |
| 16 de fevereiro | Marifé de Triana | atriz e cantora       | Espanha              | n. 1936     |     |
| 17 de fevereiro | Shmulik Kraus    | ator e cantor         | Israel               | n. 1935     |     |
| 17 de fevereiro | Mindy McCready   | cantora               | Estados Unidos       | n. 1975     |     |
| 19 de fevereiro | Cleotha Staples  | cantora               | Estados Unidos       | n. 1934     |     |
| 21 de fevereiro | Magic Slim       | cantor e músico       | Estados Unidos       | n. 1937     |     |
| 21 de fevereiro | Mariano Cívico   | cantor                | Porto Rico/ Colômbia | n. 1951     |     |
| 25 de fevereiro | Dan Toler        | músico                | Estados Unidos       | n. 1945     |     |
| 27 de fevereiro | Richard Street   | cantor                | Estados Unidos       | n. 1942     |     |
| 28 de fevereiro | Daniel Darc      | cantor                | França               | n. 1959     |     |
| 6 de março      | Alvin Lee        | cantor                | Estados Unidos       | n. 1944     |     |
| 6 de março      | Chorão           | cantor                | Brasil               | n. 1970     |     |
| 7 de março      | Kenny Ball       | trompetista           | Reino Unido          | n. 1930     |     |
| 13 de março     | Clive Burr       | baterista             | Reino Unido          | n. 1957     |     |
| 20 de março     | Emílio Santiago  | cantor                | Brasil               | n. 1946     |     |
| 28 de abril     | Paulo Vanzolini  | cantor                | Brasil               | n. 1924     |     |
| 2 de maio       | Jeff Hanneman    | guitarrista           | Estados Unidos       | n. 1964     |     |
| 5 de maio       | Peu Sousa        | guitarrista           | Brasil               | n. 1977     |     |
| 20 de maio      | Ray Manzarek     | tecladista            | Estados Unidos       | n. 1939     |     |
| 14 de junho     | Abílio Farias    | cantor e compositor   | Brasil               | n. 1947     |     |
| 7 de julho      | MC Daleste       | cantor                | Brasil               | n. 1992     |     |
| 23 de julho     | Dominguinhos     | músico                | Brasil               | n. 1941     |     |
| 9 de setembro   | Champignon       | baixista e cantor     | Brasil               | n. 1978     |     |
| 20 de dezembro  | Reginaldo Rossi  | cantor                | Brasil               | n. 1944     |     |